# نيلي غريسولد فرانسيس

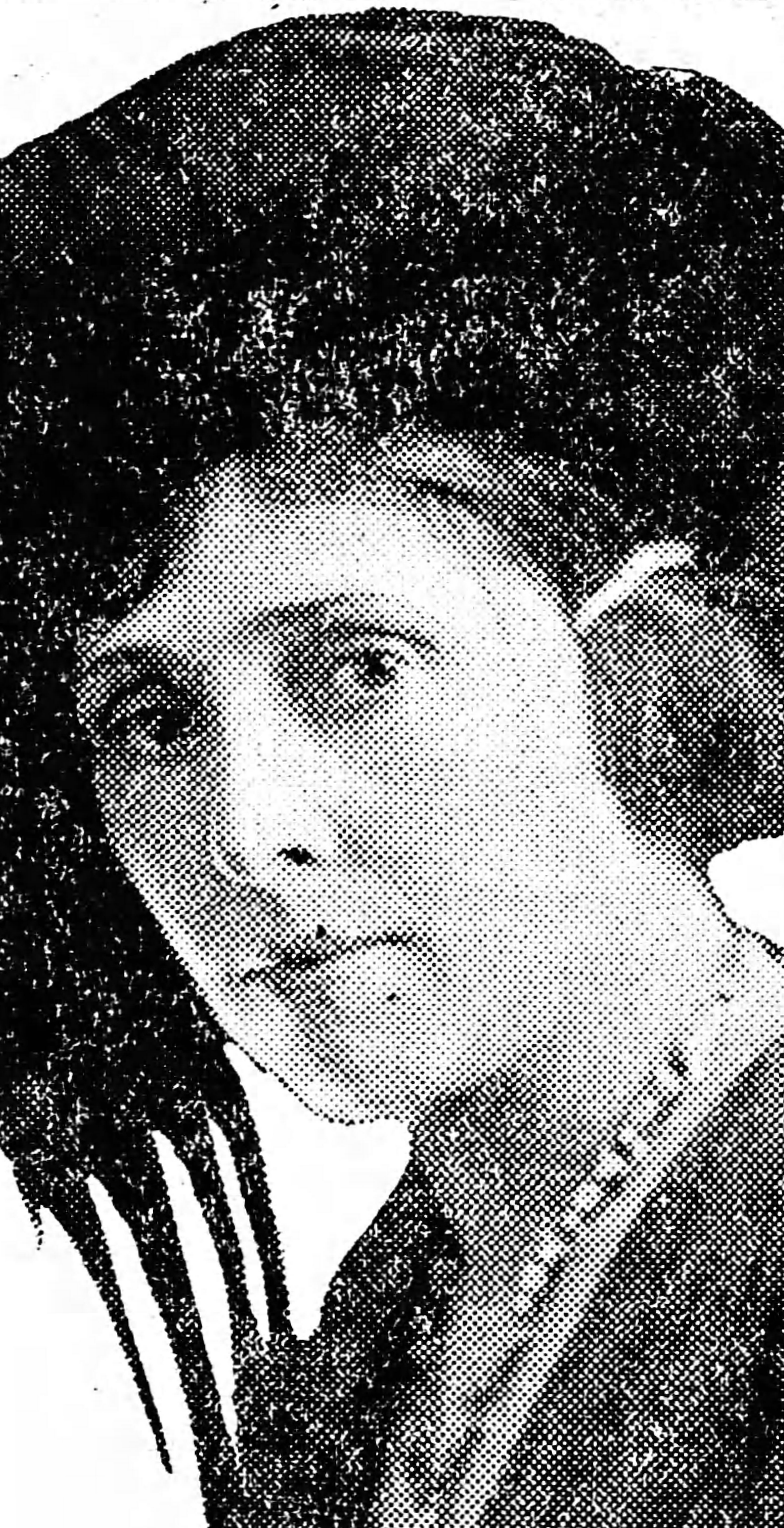

نيلي إف. غريسولد فرانسيس (بالإنجليزية: Nellie Griswold Francis)‏ (وُلدت في 7 نوفمبر في عام 1874- تُوفيت في 13 ديسمبر في عام 1969)، كانت امرأة أمريكية أفريقية منادية بحقوق المرأة، وقائدة مدنية، وناشطة في مجال الحقوق المدنية. أسست فرانسيس وترأست النادي المطالب بحق كل امرأة في التصويت، الذي كان مؤلفًا من مجموعة من النساء الأمريكيات الأفريقيات المناديات بحق المرأة في التصويت ضمن ولاية مينيسوتا. بادرت فرانسيس في المطالبة بتبني مشروع قانون مناهض للإعدام دون محاكمة، إذ صاغت المشروع وناضلت من أجله قبل أن يُوقع عليه ليصبح قانونًا في عام 1921. اشترت فرانسيس وزوجها المحامي ويليام تي. فرانسيس منزلًا في حي للبيض، ليصبحا هدفين لحملة كو كلوكس كلان الإرهابية. انتقلت فرانسيس إلى مدينة مونروفيا في ليبيريا برفقة زوجها، وذلك بعد تعيينه مبعوثًا أمريكيًا إلى ليبيريا في عام 1927. تُوفي زوجها بعد إصابته بالحمى الصفراء في عام 1929. كُرمت فرانسيس و25 امرأة أخرى لأدوارهن المتمثلة بمنح النساء حقهن في التصويت، إذ أُنشئ نصب حق المرأة في التصويت التذكاري على الأرض المحيطة بكابيتول ولاية مينيسوتا. 

## النشاطية في مجال حق المرأة في التصويت ومناهضة الإعدام دون محاكمة
استقالت فرانسيس من عملها في عام 1914، وقررت أن تكرس نفسها وجلّ وقتها للعمل المجتمعي والنشاطية في مجال الحقوق المدنية، لا سيما قضايا حق المرأة في التصويت والتمييز العنصري والعنف. انخرطت فرانسيس طيلة مراحل حياتها في شبكات الحقوق المدنية الوطنية، إذ حضرت حفل عشاء على شرف ويليام إدوارد بوغاردت دو بوا، وقامت بزيارات برفقة زوجة بوكر تي. واشنطن. حضرت فرانسيس المؤتمر الجمهوري الوطني لعام 1916، الذي كان زوجها ناخبًا فيه، حيث التقت بالرئيس هاردينغ في عام 1921. شاركت فرانسيس في العديد من الأنشطة، بما في ذلك جمع التبرعات من أجل شراء أرغن ذي أنابيب لكنيستها. تولت فرانسيس منصب رئيسة الدائرة التبشيرية المعمدانية وسكرتيرة المؤتمر المعمداني النسائي للولايات الثلاث. عملت فرانسيس أيضًا بصفتها رئيسةً لاتحاد ولاية مينيسوتا لنوادي النساء الملونات وباعتبارها عضوًا في مجلس إدارة لأحد أفرع الجمعية الوطنية للنهوض بالملونين، بالإضافة إلى نشاطها في الحزب الجمهوري. عقدت فرانسيس دروسًا حول الاختزال في منزلها في الفترة التي لم يتمكن خلالها الأمريكيون الأفريقيية ون من الالتحاق بكليات إدارة الأعمال.
اشتهرت فرانسيس باعتبارها مؤسسة إحدى المجموعات الأمريكية الأفريقية المنادية بحق النساء في التصويت وبصفتها ناشطة في مجال مناهضة الإعدام دون محاكمة، إذ أمضت فرانسيس الكثير من الوقت في العمل ضمن كلا المجالين. تصاعدت وتيرة الإعدام دون محاكمة بعد الحرب العالمية الأولى، تزامنًا مع الزيادات في نسبة المهاجرين الأمريكيين الأفريقيين من الولايات الجنوبية إلى الشمالية، بما في ذلك ولاية مينيسوتا. قادت فرانسيس عملية تسوية في كنيستها –كنيسة الحج المعمدانية- بخصوص مناهضة الإعدام دون محاكمة وإحراق الناس، ثم سلّمت هذه التسوية إلى رئيس الولايات المتحدة. 
رفضت النساء البيض المناديات بحق النساء في التصويت في مينيسوتا خلال ذلك العام التعديل الذي من شأنه أن يمنح النساء الحق في التصويت مقابل استثناء النساء السوداوات، إذ صرحت فرانسيس «كنت سأشعر بخيبة أمل كبيرة لو تقاعسن ولم يقمن بهذه التضحية». تكلل النضال -من أجل منح المرأة الحق في التصويت- بالنجاح في عام 1919، إلا أنه لم يدخل حيز التنفيذ حتى عام 1920. حولت المجموعة التي قادتها فرانسيس اهتمامها إلى التقدم الاجتماعي المرتبط بالعرق، لا سيما لدى النساء السوداوات.
أصبحت مينيسوتا بؤرة اهتمام وطني في شهر يونيو من عام 1920، وذلك بسبب حادثة الإعدام دون محاكمة التي وقعت في دولوث. اتُهم ثلاثة أمريكيين أفريقيين عاملين في سيرك متنقل -إلياس كلايتون ذو الـ 19 عامًا وإلمر جاكسون ذو الـ 22 عامًا وإسحاق ماكجي ذو الـ 20 عامًا- وغيرهم باغتصاب امرأة بيضاء بشكل جماعي، إلا أنه لم يكن هناك أي دليل مباشر على حدوث هذا الاغتصاب. اقتحم حشد من سكان دولوث البيض –يُقدر عددهم بما يتراوح بين 1000 و10,000 شخص- مركز الشرطة، ثم أعدموا أولئك الشباب في وسط المدينة دون محاكمة.